# Abbaye Notre-Dame de Bonfays
Pour les articles homonymes, voir Abbaye Notre-Dame.
L’abbaye Notre-Dame de Bonfays est une ancienne abbaye qui appartenait à l'ordre des Prémontrés. Elle était située sur la commune de Légéville-et-Bonfays, dans le département des Vosges en Lorraine.

## Histoire
L'abbaye est fondée dans le diocèse de Toul vers 1145 par le seigneur d'Arches Guillaume de Bernole, et la femme de son frère, Valence. Celle-ci a pour frère un chanoine nommé Gonthier de l'abbaye de Flabémont. C'est sans doute cette parenté qui amène les fondateurs à s’adresser à l'abbaye Notre-Dame-de-l'Assomption de Flabémont pour envoyer des frères dans cette nouvelle abbaye. L’abbé Étienne de Flabémont y consent et place Gonthier à sa tête. 
Cette fondation est confirmée successivement par le duc Mathieu Ier de Lorraine en 1145, par le pape Eugène III en 1147, par l’antipape Victor en 1163 et par le pape Lucius  III en 1181.  
Dans les premiers siècles de son existence, de  nombreuses concessions et donations de la part des ducs de Lorraine et de seigneurs locaux viennent augmenter les possessions de l’abbaye. Toutefois celle-ci ne jouera jamais un rôle considérable dans l'histoire des prémontrés. Les dégâts des guerres médiévales ne viennent pas arranger les choses, comme pendant la Guerre de Cent Ans où les Bourguignons détruisent la première église romane en 1436. Elle est remplacée par un édifice gothique dans la seconde moitié du XVe siècle.
Le régime de la commende y pénètre deux fois entre 1539 et 1589, puis entre 1749 et 1790.

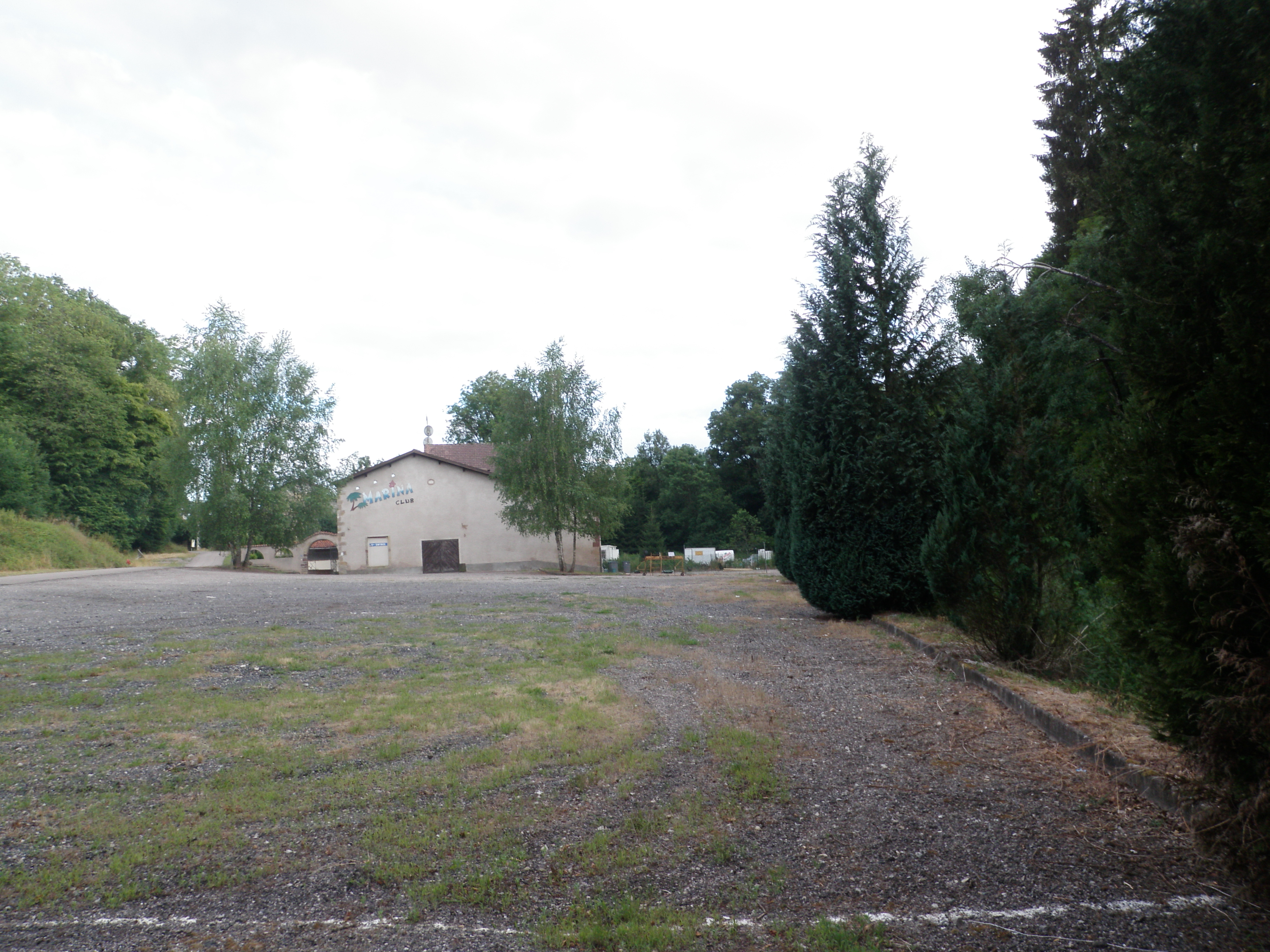
Hameau de Bonfays. L'ancienne discothèque Le Marina, aujourd'hui « Le Replay », et son parking au nord de l'ancienne abbaye.

Au début du XVIIe siècle, l'abbé de Sainte-Marie-au-Bois à Vilcey-sur-Trey, Servais de Lairuelz, est l'initiateur de la réforme de l'ordre, appelée également « réforme de Lorraine ». Cela entraîne dans sa « Communauté de la primitive rigueur » une quarantaine d'établissements de prémontrés dont l'abbaye de Bonfays en 1635 sous l’abbé Christophe de Mitry. Trois ans plus tard, celui-ci fait construire un nouveau portail à l'abbatiale. L'un de ses successeurs, l'abbé Godefroy Mouron (1667-1698) est le restaurateur de l'abbaye (reconstruction des bâtiments conventuels avec de nouvelles fondations, réfection du toit de l'abbatiale). Les bâtiments subissent une seconde restauration dans la première moitié du XVIIIe siècle.  
Les chanoines sont expulsés en 1790 au moment de la Révolution française, et l'abbaye est vendue par lots comme bien national comme beaucoup d'édifices religieux à cette époque.
Il ne subsiste aujourd'hui plus de traces visibles de l'abbaye, enfouies sous les maisons et jardins du hameau de Bonfays.

## Description
L'architecte François Clasquin a fait un essai de reconstitution de l'abbaye et de ses dépendances dans les Annales de la société d'émulation du département des Vosges en 1908, ce qui permet de se faire une bonne idée des plans du lieu.
L'abbatiale orientée nord/sud se compose successivement d'un portail, d'une nef unique à trois travées, le clocher au-dessus de la croisée du transept et le chœur. A l'est de la croisée du transept et du chœur se trouvait deux travées de l'ancienne église romane. Il subsiste aujourd'hui le portail de l'abbatiale qui a été acheté et encastré dans une maison de Dommartin-lès-Ville (aujourd'hui un quartier de Ville-sur-Illon), juste à la droite du château Lobstein. Le portail se compose d'une arcade surbaissée encadrée de pilastres surmontés de chapiteaux doriques ; une frise à triglyphes et métopes (avec des décors de lions et bucranes) est posée sur l'arcade et soutient un fronton ; ce dernier est encadré de deux pinacles garnis de boules, et porte un bas-relief de Dieu le Père bénissant de la main droite et soutenant de la main gauche un globe, au milieu de nuages, d'anges et de chérubins.

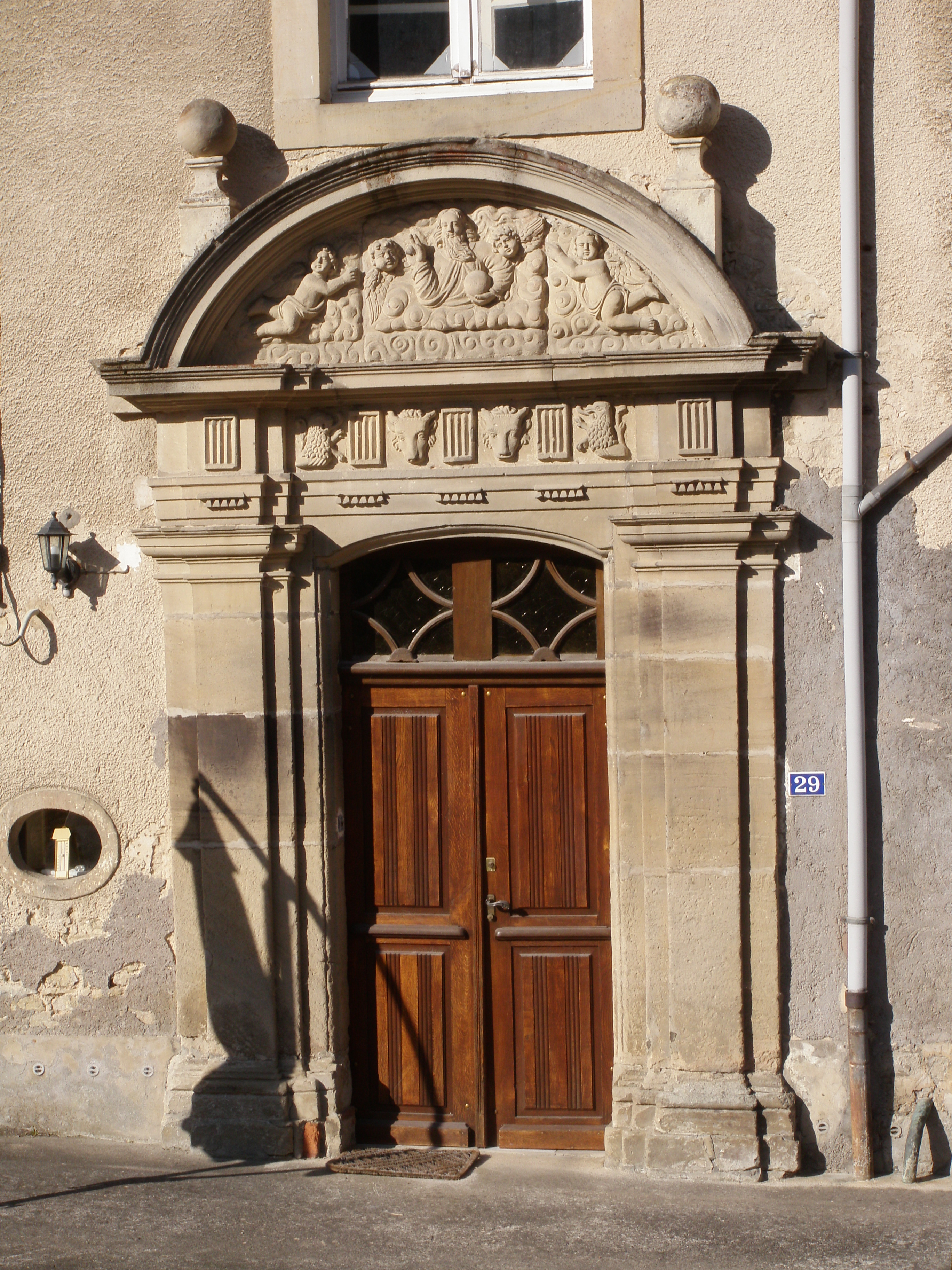
Portail de l'abbatiale
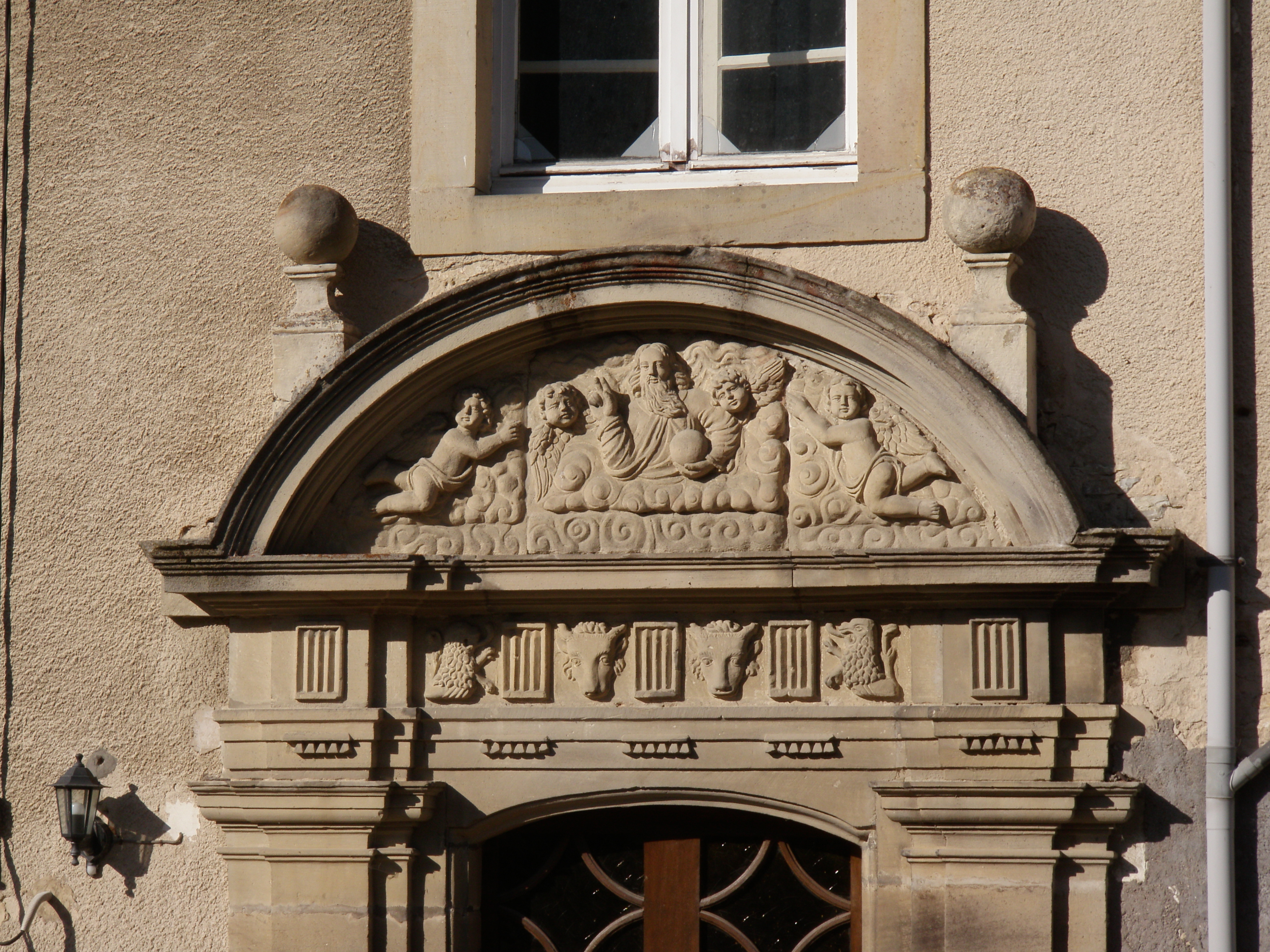
Fronton du portail de l'abbatiale.

Les bâtiments conventuels situés à l'ouest de l'abbatiale se composent de trois corps de logis permettant de former un cloître avec un mur de la nef. Couverts de tuiles creuses, ils possèdent des pavillons saillants à chacune de leurs extrémités, et trois galeries du cloître permettent de desservir les différentes pièces. Dans l'aile sud, près de l'abbatiale, on trouve successivement l'escalier qui conduit au dortoir, la sacristie, deux chambres à feu, un vestibule pour accéder au potager, une cuisine et un réfectoire dans le pavillon d'angle du sud-ouest. Dans l'aile ouest, au pied de laquelle coule un canal, on trouve l'escalier principal de l'abbaye et trois chambres. Enfin l'aile nord renferme une autre succession de chambre, un escalier, les commodités et un vestibule pour accéder à la basse-cour qui est l'entrée principale de l'abbaye. L'étage de l'ensemble est à peu près identique, et les combles sont réservés aux greniers éclairés par quelques lucarnes centrales. Des caves voûtées en berceau avec des contreforts intérieurs s'étendent sous l'ensemble des bâtiments.
Le matériau utilisé depuis le Moyen Age est un grès local de Bonfays ; un grès rouge d'abord qui dominait l'ensemble de la construction car utilisé pour les murs, et un grès blanc ensuite pour l'encadrement des portes, des fenêtres, les chaînages des angles et le pavage des chambres.

## Liste des abbés
Liste établie par le Dr Liégeois de Bainville-aux-Saules au début du XXe siècle qui a écrit une histoire de l’abbaye de Bonfays.
Abbés réguliers (1145-1539):
- 1145-1155 : Gonthier.
- 1155-vers 1175 : Ascelin (†1180)
- vers 1175 : Gardricus
- 1181-1198 : Wiard.
- 1198 : Ymerus
- 1219-vers 1230 : Wiard (2e fois)
- 1231-1236 : Conon
- 1236-1238 : Nicolas de Ville
- 1247 : Thébaut
- 1268-1276 : Herbert (ou Hymber)
- 1277-1287 : Aubert
- 1287-1324 : Simon (†1332)
- 1326 : Jacques
- 1330-1332 : Jean
- 1332-1341 : Gérard
- 1344 : Thébaut
- 1360-†1378 : Louis
- 1379-vers 1382 : Pierre des Rochers
- 1390 : Olry de Neufchâtel
- 1394-1439 : Demenge de Velotte (ou de Villers)
- 1439-1450 : Didier de Grand[6]
- 1450-1457 : Guillaume de Remoncourt
- 1457-1480 : Nicole Magnien de Saint-Baslemont
- avant 1487-fin 1490 : Gérard Roulin
- 1490-1498 : Jean de Cortesiis
- 1498-1501 : Etienne Morizot de Liffol
- 1501-1505 : Jean Morizot
- 1505-1523 : Nicole Rouyer de Châtenois
- 1523-1526 : Nicole de Breulx
- 1526-1539 : Thierri Deschault[7]

Abbés commendataires (1529-1589) :
- 1539-1562 : Etienne de Marthoy (ou de Marsay)
- 1562-1577 : Nicolas Prêcheur (ou Nicol Predicatoris)
- 1577 ou 1578-1589 : Jean Gentilhomme

Abbés réguliers (1589-1749) :
- 1589-1617 : George de Mitry
- 1617-1653 : Christophe de Mitry
- 1653-1667 : Damascène Perrin
- 1667-1698 : Godefroy Mouron
- 1698-1721 : Arnould Simon
- 1721-1726 : Félix Malcuyt
- 1726-1749 : Antoine Varnier

Abbés commendataires (1749-1790) :
- 1749-1753 : Le Besgue de Nousard
- 1753-1762 : Jean des Tournelles
- 1762-1767 : Miakuoski
- 1767-1784 : Nicolas de Tournet
- 1784-1790 : Jean Simonet des Tournelles